# Tautoni
El tautoni és un àtom exòtic format, per analogia amb el muoni, per un estat lligat d'un leptó anti-tau i d'un electró: τ+e−. La seva detecció és important com a test de precisió de la teoria de l'electrodinàmica quàntica.
Un altre àtom 'oni' similar, a vegades anomenat tautoni autèntic, és el format per la combinació de dos tauons, τ+τ−, que és molt difícil de detectar donada la vida mitjana molt curta del tau a les energies (no-relativistes) necessàries per a formar aquest àtom.